# María Dánou
María Dánou (en grec moderne : Μαρία Ντάνου ; née le 3 mars 1990 à Véria) est une fondeuse grecque.

## Biographie
Sa première compétition internationale est le Festival olympique de la jeunesse européenne en 2007 à Jaca.
Après deux victoires aux Championnats de Grèce en 2009, elle dispute son premier championnat du monde élite à Liberec.
Dánou est sélectionnée pour les Jeux olympiques de Vancouver 2010, elle se place 72e sur le dix kilomètres.
Entre 2011 et 2016, Dánou fait une pause dans sa carrière sportive pour se consacrer à ses études du management du sport à Lausanne en Suisse. Elle est aussi impliquée en tant que promotrice de l'escrime au niveau international.
De retour, elle signe de bons résultats dans la Coupe des Balkans, se classant troisième du classement général en 2017 et 2018.
Elle obtient sa deuxième sélection eaux Jeux olympiques en 2018 à Pyeongchang, s'y classant 76e du dix kilomètres. Le mois suivant, la Grecque fait ses débuts en Coupe du monde au trente kilomètres de Holmenkollen (54e). Son meilleur résultat dans cette compétition est à ce jour 47e à Davos en décembre 2020.
Dans les Championnats du monde, son meilleur résultat individuel est 57e du skiathlon en 2021 à Oberstdorf.
Elle a disputé quelques compétitions continentales de biathlon.

## Résultats aux Jeux olympiques
| Vancouver 2010   | 72e |
| Pyeongchang 2018 | 76e |